# Feliks Kaliński
Feliks Kaliński ps. „Jan Kopeć, Napoleon, Scyzoryk” (ur. 15 grudnia 1893 w Trzebieszowie, zm. 25 stycznia 1959 w Górze Kalwarii) – polski nauczyciel, żołnierz Wojska Polskiego, członek Polskiej Organizacji Wojskowej, katorżnik, kawaler Krzyża Srebrnego Orderu Virtuti Militari.

## Życiorys
Urodził się 15 grudnia 1893 w Trzebieszowie. (powiat Łuków). Był synem Aleksandra i Józefy ( z d. Gryczon) Kalińskich oraz uczniem rosyjskiej szkoły (ros. Łukowskoje 4-klasnoje Gorodskoje Uczyliszcze). Absolwent szkoły średniej w Łukowie. W wieku szkolnym musiał sam na siebie zarabiać. W kwietniu 1913 wstąpił do drużyny skautowej. W czasie I wojny światowej, w latach 1914–1915, pod przybranym nazwiskiem „Jan Kopeć” był żołnierzem Oddziałów Lotnych POW z którymi brał udział w akcjach dywersyjnych w okręgu siedleckim. 25 maja 1915 podczas wykonywania zadania został ranny pod wsią Brzozów i schwytany przez żołnierzy armii rosyjskiej, osadzony w więzieniu w Siedlcach, a następnie ewakuowany do Mińska. Tam został osądzony i skazany na karę śmierci przez rozstrzelanie. Po trzech miesiącach oczekiwania na wykonanie kary car zamienił ją na karę dwudziestu lat katorgi. Karę odbywał, zakuty w kajdany, w Smoleńsku. W 1917 w czasie rewolucji rosyjskiej, został uwolniony .
W 1918 roku, po powrocie do Polski, został nauczycielem w szkole powszechnej w Jagodnem, a od następnego roku uczył w szkole powszechnej w Trzebieszowie. Był członkiem Związku Nauczycielstwa Polskiego. W 1920 roku, w czasie wojny z bolszewikami, walczył jako ochotnik w szeregach 45 Pułku Piechoty Strzelców Kresowych . Zarządzeniem prezydenta Rzeczypospolitej Ignacego Mościckiego z dnia 7 listopada 1937 roku został, za pracę w dziele odzyskania niepodległości, odznaczony Krzyżem Niepodległości z Mieczami. Po zakończeniu wojny polsko-bolszewickiej pracował jako nauczyciel w szkole w Trzebieszowie. W czasie okupacji niemieckiej uczestniczył w tajnym nauczaniu.
Po 1945 pracował nadal jako nauczyciel do czasu przejścia na rentę.
Zmarł 25 stycznia 1959 roku. Został pochowany na cmentarzu katolickim w Górze Kalwarii.

## Życie prywatne
Żonaty od 1919. Dzieci: Krystyna (ur. 1921), Ludomir (ur. 1922), Wojciech (ur. 1925), Stanisław (ur. 1926), Józef (ur. 1935), Grzegorz (ur. 1935), Danuta (ur. 1946) Pokrewieństwa: Stryjeczny brat, Zygmunt Kaliński (ur. 9.X.1896 w Łukowie)

## Ordery i odznaczenia
Oba ordery zostały mu wręczone dopiero w 1937 roku w Brześciu nad Bugiem, w obecności żołnierzy garnizonu oraz wojewody Wacława Kostek-Biernackiego .
- Krzyż Srebrny Orderu Wojskowego Virtuti Militari nr 7562 – 17 maja 1922 roku[10][2]
- Krzyż Niepodległości z Mieczami – 7 listopada 1937 roku „za pracę w dziele odzyskania niepodległości”[11][9]